# Oak Park (Illinois)

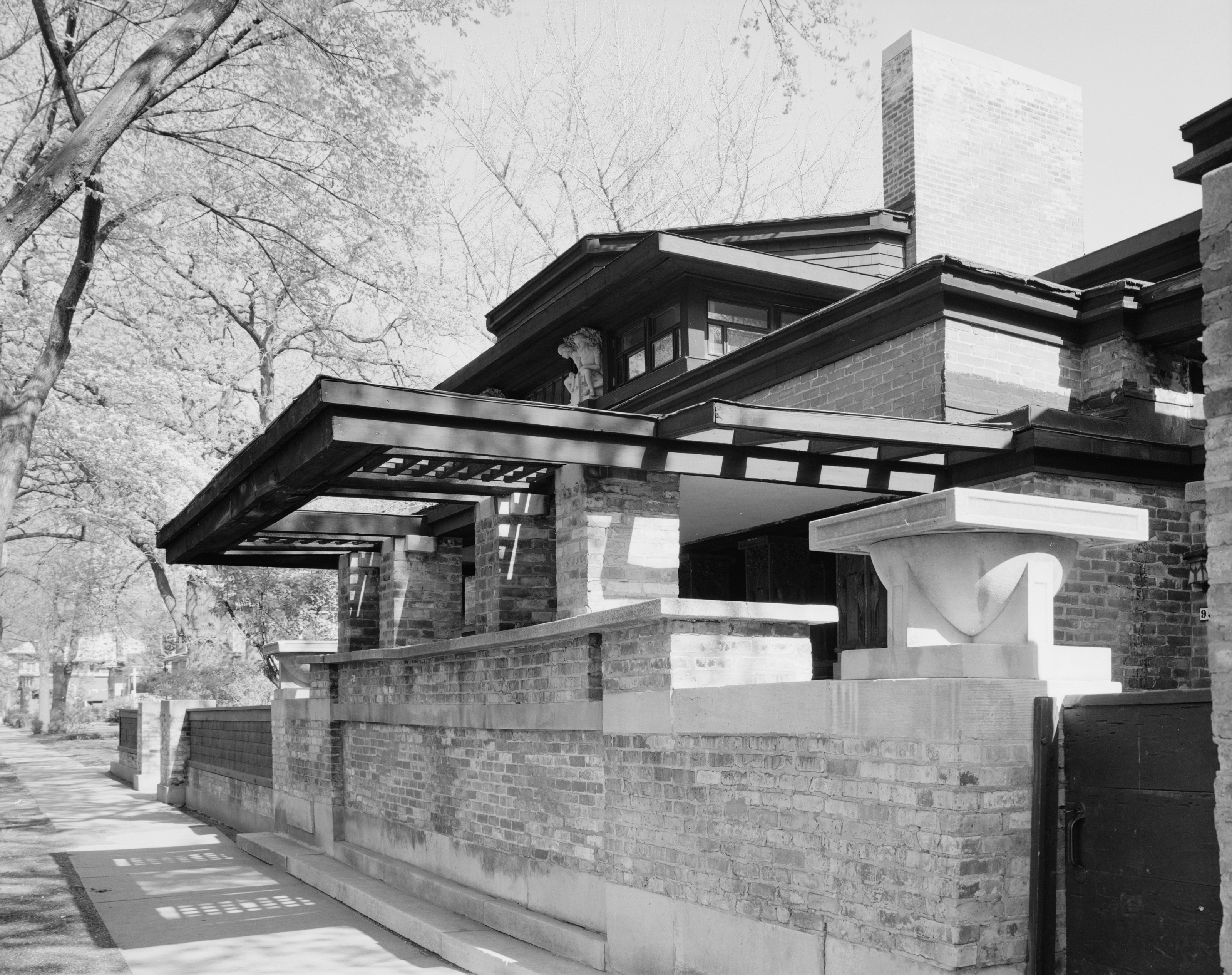
Dom zbudowany przez Franka Lloyda Wrighta w Oak Park

Oak Park – przedmieście Chicago na prawach wioski (village) w hrabstwie Cook w Stanach Zjednoczonych, położone blisko centrum metropolii i połączone z nim systemem komunikacji publicznej. Według danych z roku 2023 wioska liczyła 52 tys. mieszkańców, ale według spisu za rok 2020 było to 54,6 tys.

## Historia
W roku 1837 przemysłowiec Joseph Kettlestrings zakupił 172 akry ziemi na terenach na zachód od Chicago. W roku 1850 firma Galena&Chicago Union Railroads zbudowała linię kolejową łączącą Chicago z Elgin zakładając stację pośrednią w Oak Park. Po Wielkim Pożarze, który spustoszył Chicago w roku 1871 liczba mieszkańców Oak Park zaczęła szybko wzrastać. W roku 1902, w wyniku referendum oficjalnie powstał organizm zwany "Village of Oak Park". Zaprowadzona wówczas prohibicja została częściowo zniesiona dopiero w roku 1973, kiedy to restauracjom i hotelom zezwolono na dystrybucję alkoholu. Dopiero jednak w roku 2002 zezwolono niektórym sklepom spożywczym na sprzedaż trunków (głównie piwa i wina).
Lokalnym historykiem i kronikarzem został Philander Barclay, fotograf amator żyjący w Oak Park na przełomie XIX i XX wieku, a więc równolegle z Frankiem Lloydem Wrightem, Ernestem Hemingwayem i Doris Humphreh. Do śmierci w roku 1940 zgromadził ponad tysiąc zdjęć będących dziś w posiadaniu Oak Park and River Forest Historical Society.

## Geografia
Oak Park znajduje się na zachód od Chicago (41°53'10"N i 87°47'25"W) leżąc na pradawnej granicy jeziora Michigan, które w okresie ostatniego zlodowacenia pokrywało w całości metropolię chicagowską. Przez Oak Park przebiega linia jednego z czterech głównych wododziałów Ameryki Północnej oddzielając dopływy rzek Św. Wawrzyńca i Missisipi.

### Ludność
Według danych pięcioletnich z 2022 roku, 60% mieszkańców identyfikowało się jako biali niebędący Latynosami, 19% stanowili czarni lub Afroamerykanie, 9,3% Latynosi, 9% było rasy mieszanej, 5,9% miało pochodzenie azjatyckie i 0,5% to rdzenni Amerykanie. 7,1% mieszkańców deklarowało polskie pochodzenie, a 8,7% urodziło się poza granicami Stanów Zjednoczonych. 

## Architektura
Frank Lloyd Wright spędził ponad dwadzieścia lat swego życia w Oak Park wznosząc tu wiele domów mieszkalnych, w tym swój własny. Mieszkał tu i pracował od roku 1889 do 1909. Pierwszym wzniesionym przezeń domem była rezydencja "Winslow House" w sąsiadującą z Oak Park wioską River Forest. W latach 1905–1909 zbudował w Oak Park kościoły (Unity Temple i Unitarian Church), a także swój pierwszy dom w stylu "preriowym". W jego pracowni kształcili się później znani architekci jak Richard Bock, William Eugene Drummond, czy Marion Mahony Griffin.

## Miejsca warte odwiedzenia
- Frank Lloyd Wright Home and Studio
- Oak Park Conservatory
- Unity Temple